# Клара Андузская
Клара Андузская — поэтесса-трубадур первой трети XIII века. Вероятно, происходила из семьи правителей Андуза.
Единственная работа Клары Андузской, дошедшая до нашего времени — кансона En greu esmay и en greu pessamen. Имя Клары упоминается в разо к кансоне Юга де Сен-Сирка. Вероятно она была адресатом произведения другой женщины-трубадура — Азалаис д'Альтьер. Возможно, была знакома с трубадуром Понсом де Капдуэлем